# Działyński

Das Adelswappen der Adelsfamilie von Działyński, Wappengemeinschaft Ogończyk

Działyński ist der Name eines polnischen Hochadelsgeschlechts. Die weibliche Form des Namens lautet Działyńska.
Die Działyńskis gehörten der Wappengemeinschaft Ogończyk an, deren Name sich von ihrem Eigentum, die Ortschaft Działynia im Dobriner Land ableitet. Als Stammvater derer von Działyński gilt Piotr von Działyński († 1441). Im 16. Jahrhundert begannen die Działyńskis ihre Domäne im Dobriner Land um Ländereien im Königlichen Preußen zu erweitern. Enge Verbindungen zum königlichen Hof erlaubten gesellschaftlichen Aufstieg in den Senatorenrang. Die preußische Linie der Działyńskis stellte als Folge dessen im Lauf der Zeit bis zu 16 Senatoren Polens und Polen-Litauens. Ab der Mitte des 17. Jahrhunderts begannen die Działyńskis in die Region Großpolen zu expandieren, wodurch sie innerhalb der über verschiedene Ländereien versprengten Adelssippe zur entscheidenden Dominanz gelangten.
Die Działyńskis starben 1880 mit Jan Kanty Działyński im Mannesstamm aus.

## Angehörige
- Paweł Działyński (1560–1609), polnischer Adliger, Politiker, Diplomat und Botschafter
- Jan Działyński (* 1590; † 1648), Starost von Pokrzywno, Woiwode von Kulm
- Tytus Działyński (* 1797; † 1861), polnischer Offizier, Abgeordneter und Kunst-Mäzen
- Klaudyna Potocka (geb. Działyńska, * 1801; † 1836 Genf), polnische Patriotin und Krankenpflegerin während des Novemberaufstands
- Jan Kanty / Johann von Działyński, (* 1829, † 1880) Rittergutsbesitzer, Publizist und preußischer Politiker